# Ibragim Gasanbiekow
Ibragim Gasanbiekowicz Gasanbiekow (ros. Ибрагим Гасанбекович Гасанбеков, azer. İbrahim Həsənbəyov; ur. 25 października 1969 w Chasawiurcie, zm. 3 lipca 1999 w Machaczkale) – rosyjski i azerski piłkarz, reprezentant Azerbejdżanu w 1996 roku. Ze względu na zdobycie łącznie 156 goli w 233 meczach rosyjskiej pierwszej i drugiej ligi jest uważany za najlepszego piłkarza w historii klubu Anży Machaczkała.

## Życiorys
W 1996 roku jako reprezentant Azerbejdżanu wziął udział w dwóch meczach: 7 października w Dubaju przeciwko reprezentacji Omanu oraz 10 listopada w Baku przeciwko węgierskiej reprezentacji; oba mecze były wygrane przez Azerbejdżan (odpowiednio 2:0 i 3:0 dla Azerbejdżanu), jednak Gasanbiekow nie zdobył gola w żadnym z nich.
3 lipca 1999 roku podczas kierowania Ładą 2101 zderzył się z ciężarówką marki Kamaz; w wyniku wypadku zginął na miejscu.